# Marco Catalão
Marco Catalão (Pereira Barreto, 1974) é um escritor brasileiro, cuja obra abarca o romance a dramaturgia a e poesia. Ao longo de sua carreira, sua obra foi reconhecida por instituições como o Instituto Camões e a BBC, dentre outras.

## Biografia
Doutor em letras pela Universidade Estadual de Campinas (Unicamp) com uma tese sobre Roberto Juarroz, Catalão é vencedor de vários prêmios nacionais e estrangeiros. Ele foi colaborador do Le Monde Diplomatique Brasil e também produz literatura infantil. Em 2011, foi finalista do V Prêmio Luso-Brasileiro de Dramaturgia e da International Playwriting Competition, da BBC, escolhido entre cerca de 1000 concorrentes de todo o mundo.
Seu primeiro romance, O País das Luzes Flutuantes, foi premiado pelo ProAc. A obra teve como fundamento uma pesquisa sobre a Imigração japonesa no Brasil, sobretudo na região do Vale do Ribeira, misturando personagens fictícios com fatos históricos, como as tradições e heranças culturais trazidas do Japão, desde o cultivo de chá à cerimônia Tōrō nagashi.
Em sua obra premiada com o Prêmio Rio de Literatura, As asas do Albatroz, Catalão forma uma coletânea de poema que narram a vida de um Epaminondas, personagem fictício que passa por constantes dificuldades (existenciais e práticas) características de quem tenta ser um poeta no Brasil no século XXI.

## Estilo
A obra de Catalão é marcada pela ampla gama de interesses desenvolvidos em diversos gêneros, como romance, poesia, dramaturgia e literatura infantil. 
Em relação à poesia, seu estilo é muito dinâmico, intercalando poemas que vão das formas fixas, desenvolvidos com grande rigor métrico, ao verso livre, chegando por vezes ao limite entre a poesia e a narrativa. Frequentemente dialoga com obras do cânone, recorrendo à citação implícita e modificando poemas conhecidos por meio da paródia, como ocorre em “Fitness”: “o corpo se transforma em massa esguia/por virtude de muita malhação”. Os gêneros também são bastante diversificados, misturando o épico, lírico, chegando muitas vezes no satírico e até mesmo no pornográfico.

## Obra
“entre as numerosas brancas

amarelas e vermelhas

é rara uma rosa rosa

a laranja só é laranja

depois de ter sido verde

por muito tempo, e amarela

mas a cinza é sempre cinza
”

— Sob a Face Neutra, cinza
- Antes de Amanhã, 2008. (Primeiro lugar no Concurso Nacional de Contos Luiz Vilela e no Concurso Nacional de Poesia Violeta Branca Menescal);
- No cravo e na ferradura, 2009 (Primeiro lugar no III Concurso Internacional Literatura para Todos);
- Catálogo Poético da Semana de 22, 2019;
- O Cânone Acidental, 2010;
- Sob a Face Neutra,[12] 2012 (Prêmio Funarte de Criação Literária, III Prêmio Ideal Clube de Literatura);
- Agro Negócio, 2013 (IV Prêmio Luso-Brasileiro de Dramaturgia);
- Cadê a Letra que estava aqui?, 2013 (Terceiro lugar no III Concurso Cepe de Literatura infantil);
- Catálogo Poético da Semana de 22, 2019;
- O País das Luzes Flutuantes, 2020. (Prêmio do Programa de Ação Cultural da Secretaria de Cultura e Economia Criativa do Governo do Estado de São Paulo);
- As Asas do Albatroz, 2020. (Prêmio Rio de Literatura).